# Gausajaure
Gausajaure är en sjö i Sorsele kommun i Lappland och ingår i Umeälvens huvudavrinningsområde. Gausajaure ligger i Vindelfjällen Natura 2000-område.